# Robert Wisdom
Robert Wisdom (14 de setembro de 1953, Washington, DC) é um ator estadunidense. Ele foi graduado na Universidade Columbia.
Wisdom nasceu em Washington, DC, seus pais são jamaicanos. Ele é formado pela Universidade de Columbia. Apareceu em três das cinco temporadas do programa da HBO The Wire como Howard "Bunny" Colvin. Ele também estrelou em 2004 no filme Barbershop 2: Back in Business. Ele conseguiu um papel regular na terceira temporada de Prison Break em 2009 faz o papel de um traficante panamenho chamado Lechero. Teve papéis recorrentes em séries de televisão em Supernatural, como Uriel, Happy Town, e Burn Notice.
De 2012-2013, também participou na série da primeira temporada de Nashville, como Coleman Carlisle.